# Нефтепечорск
Нефтепечо́рск — упразднённый посёлок в муниципальном районе Сосногорск Республики Коми, на момент упразднения входил в городское поселение Нижний Одес. Ныне на месте населённого пункта располагается вахтовый посёлок «ЛУКОЙЛ-Ухтанефтегаза» (по данным на 2017 год, вахтовый посёлок планируется перенести в центр месторождения).

## История
Основан в 1966 году при Пашнинском месторождении нефти и газа, зарегистрирован как населённый пункт в ноябре того же года. Первое время относился к Савиноборскому сельсовету Троицко-Печорского района. В марте 1968 года в составе сельсовета передан в подчинение города Ухты. В январе 1969 года посёлок передан в Нижнодесский поселковый совет. С апреля 1984 по март 1995 годах являлся административным центром Нефтепечорского сельсовета, затем передан в подчинение администрации Нижнего Одеса. Упразднён в 2008 году.

## География
Находился на правом берегу Печоры в 18 км к северо-западу от посёлка Митрофан-Дикост, в 76 км к юго-юго-западу от Вуктыла (124 км по реке), в 87 км к юго-востоку от Нижнего Одеса и в 140 км от Ухты.

## Транспорт
Имеется подъездная дорога от автодороги Нижний Одес — Вуктыл с переправой через Печору в 5 км западнее (выше) посёлка. Вблизи посёлка развита сеть гравийных технологических дорог по месторождению. Имеется трубопровод от месторождения к Нижнему Одесу.